# Saint-Julien-lès-Gorze
Saint-Julien-lès-Gorze je francouzská obec v departementu Meurthe-et-Moselle v regionu Grand Est. V roce 2014 zde žilo 169 obyvatel.

## Poloha obce
Sousední obce jsou: Dommartin-la-Chaussée, Hagéville, Chambley-Bussières, Charey, Rembercourt-sur-Mad a Waville.

## Vývoj počtu obyvatel
Počet obyvatel